# Laïndé Karéwa
Laïndé Karéwa est un village du Cameroun situé dans la Région du Nord et le département de la Bénoué. Il dépend administrativement de la commune de Ngong et de l’arrondissement de Tcheboa, et, au niveau de la chefferie traditionnelle, du lamidat de Tcheboa.

## Population
Lors du recensement de 2005, 2110 habitants y ont été dénombrés.
Ce village est habité à 90% par les Mafa et 10% par les Moufou, moundang, Lamé etc. 
Activité. 
Dans ce village l'activité principale est l'agriculture( le jardinage est l'activité agricole de base) et l'élevage. 